# Conopholis
Genre
Classification APG III (2009)
Conopholis est un genre de plantes de la famille des Orobanchaceae.
On distingue deux espèces :
- Conopholis alpine (Conopholis alpina) dont une sous-espèce :
  - Conopholis alpine du Mexique (Conopholis alpina var. mexicana),
- Conopholis d'Amérique (Conopholis americana).